# Eins Plus
Eins Plus était une chaîne de télévision culturelle allemande appartenant à ARD et diffusée par satellite du 29 mars 1986 au 30 novembre 1993,,.